# Oberster Gerichtshof (Österreich)

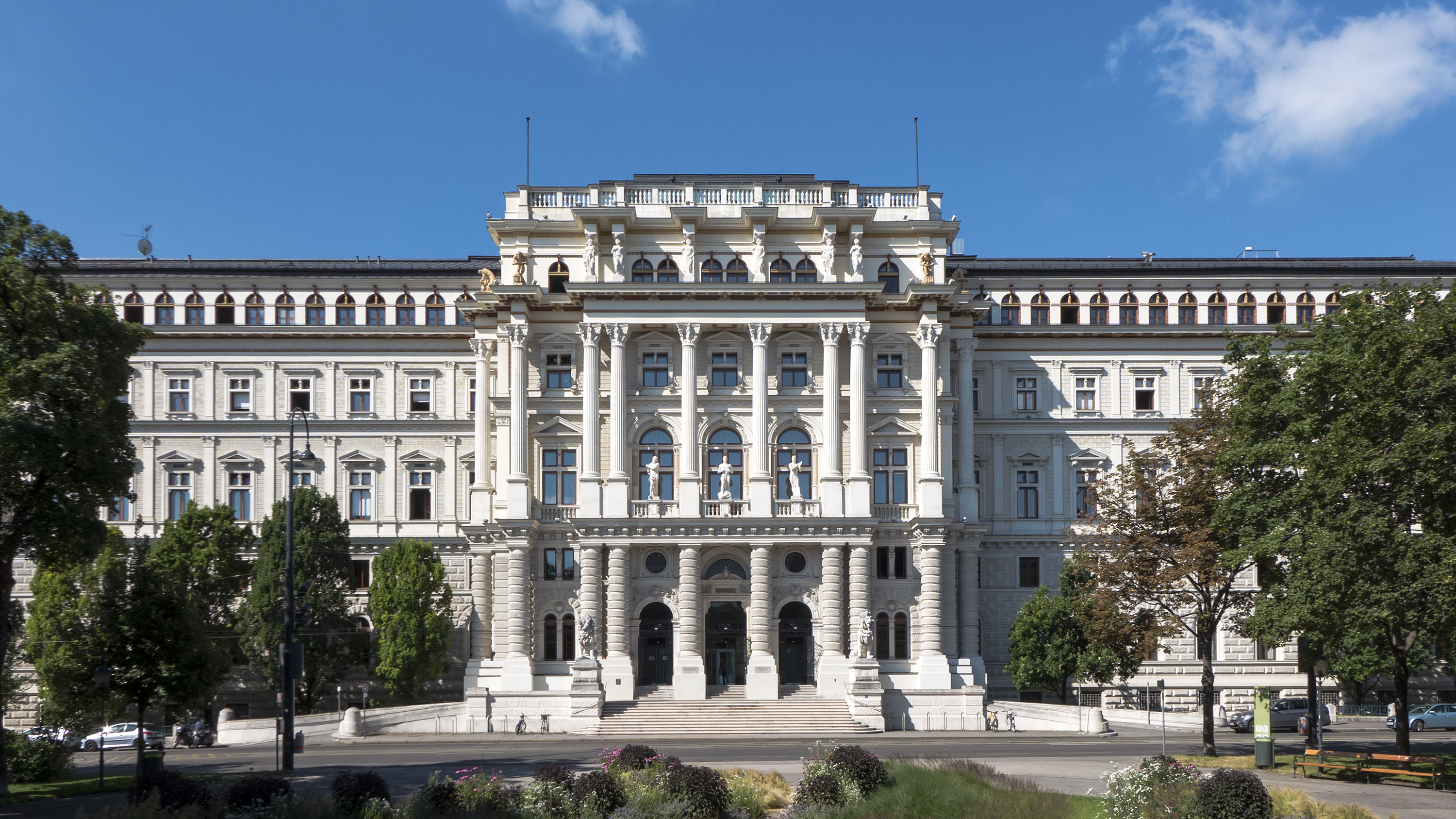
Sitz des OGH im Justizpalast

Der Oberste Gerichtshof (OGH) ist in Österreich die letzte Instanz in Zivil- und Strafverfahren. Er judiziert in Senaten, die im Verhältnis zueinander gleichrangig sind. Deren Entscheidungen sind somit unanfechtbar. Neben dem Verfassungs- und dem Verwaltungsgerichtshof ist der Oberste Gerichtshof eines der drei österreichischen Höchstgerichte.
Der OGH hat seinen Sitz im Justizpalast in Wien. Präsident des OGH ist seit dem Jahr 2024 Georg Kodek.

## Geschichte
Vorläufer des Obersten Gerichtshof war die von Maria Theresia 1749 gegründete Oberste Justizstelle. Zuvor waren die österreichische und die böhmische Hofkanzlei auch für die Justizpflege zuständig. Ursprünglich gab es nur zwei Departements (Senate): für das Erzherzogtum Österreich und die Länder der Böhmischen Krone. 1781 kamen der galizische, innerösterreichische und tirolische Senat hinzu, 1795 der westgalizische. 1797–1802 war die Hofstelle aufgelöst, danach bestanden drei Senate für Österreich und Dalmatien, die Böhmischen Länder und Galizien sowie Lombardo-Venetien.
Am 21. August 1848, im Zuge der Revolution von 1848/1849 im Kaisertum Österreich, wurde die Oberste Justizstelle in Oberster Gerichtshof umbenannt und die Justizverwaltung dem neu gegründeten k.k. Justizministerium zugeordnet.
Zum ersten Präsidenten des Obersten Gerichtshofs wurde Ludwig Graf Taaffe bestellt, der bereits zuvor (seit 1834) Präsident der Obersten Justizstelle war und nach 1850 auch zum ersten Präsidenten des Obersten Gerichts- und Kassationshofs ernannt wurde. Die territoriale Zuständigkeit erstreckte sich damals auf sämtliche Kronländer und umfasste 19 Oberlandesgerichtssprengel.
Die gesetzliche Organisationsstruktur erhielt es am 7. August 1850 durch das Kaiserliches Patent RGBl. 1850/325. 1881 siedelte es in dann den neuen Justizpalast über. 1907 wurden Siebener- auf Fünfer-Senate reduziert .RGBl 1907/41 (§ 2).
1939 wurde die österreichische Gerichtsorganisation an die des „Altreichs“ angeglichen (siehe Gerichte in Österreich in der Zeit des Nationalsozialismus), der OGH trat seine Zuständigkeit bis 1945 an das Reichsgericht ab.

## Senate

### Einfache Senate
Einfache Senate (§ 6 OGHG) bestehen aus fünf Richtern; sie haben zu entscheiden, sofern die Gerichtsbarkeit nicht in verstärkten Senaten oder Dreiersenaten auszuüben ist. Verstärkte Senate sind – abgesehen von einer tieferstehenden Ausnahme – mit elf Richtern besetzt. Ein Berufsrichter fungiert in allen Senatszusammensetzungen als Vorsitzender. Die einfachen Senate sind die für die Erledigung des Aktenanfalls wichtigsten Spruchkörper. In Arbeits-, Sozialrechts-, sowie in und Kartell- und Patentsachen üben die Gerichtsbarkeit nicht nur Berufsrichter, sondern auch fachkundige Laienrichter aus. Dort sind die einfachen Senate mit drei Berufs- und zwei fachkundigen Laienrichtern besetzt.

### Verstärkte Senate
Verstärkte Senate (§ 8 OGHG) haben zu entscheiden, wenn in Rechtsfragen von grundsätzlicher Bedeutung von der ständigen Rechtsprechung des OGH abgegangen oder eine durch eine Entscheidung des letzten vorangegangenen verstärkten Senats geprägte Leitlinie nicht mehr fortgeschrieben werden soll, oder wenn eine Rechtsfrage von grundsätzlicher Bedeutung in der bisherigen Rechtsprechung des OGH (durch einfache Senate) nicht einheitlich gelöst wurde.
In Arbeits- und Sozialrechtssachen besteht die Senatsbesetzung aus sieben Berufsrichtern und vier fachkundigen Laienrichtern, jene in Ausübung der Kartellgerichtsbarkeit dagegen aus sieben Berufsrichtern und zwei fachkundigen Laienrichtern.

### Dreiersenate
Dreiersenate (§ 7 OGHG) entscheiden in bestimmten verfahrensrechtlichen Fragen. In Strafsachen ergehen in dieser Besetzung auch Erkenntnisse nach dem Grundrechtsbeschwerdegesetz. In einigen Materien kann jedes Mitglied eines Dreiersenats die Entscheidung durch den einfachen Senat verlangen. In Kartellsachen werden in Dreiersenaten, die nur mit Berufsrichtern besetzt sind, Angelegenheiten von geringer Bedeutung entschieden.

### Begutachtungssenate
Begutachtungssenate (§ 11 OGHG) bestehen aus dem Präsidenten und sechs weiteren Mitgliedern des OGH. Sie erstatten Gutachten über Gesetzes- und Verordnungsentwürfe. Auf Grund der Geschäftsverteilung des OGH sind fünf Begutachtungssenate für unterschiedliche Materien eingerichtet.

## Höchstgerichtsbarkeit
Die Höchstgerichtsbarkeit wird derzeit von elf Zivil- und fünf Strafsenaten ausgeübt. Die angeführte Zahl der Zivilsenate enthält auch den in Kartellsachen judizierenden Senat. Verstärkte Senate bilden die Erweiterung, Dreiersenate die Verkleinerung einfacher Senate.
In Zivilsachen entscheidet der OGH in letzter Instanz über (ordentliche und außerordentliche) Revisionen gegen Urteile der Berufungsgerichte, Rekurse gegen Aufhebungs- und Zurückverweisungsbeschlüsse der zweiten Instanzen als Berufungs- oder als Rekursgerichte, sofern ein solches Rechtsmittel in zweiter Instanz zugelassen wurde, (ordentliche und außerordentliche) Revisionsrekurse gegen Entscheidungen der zweiten Instanzen als Rekursgerichte und – in manchen Fällen – über Rekurse gegen bestimmte Beschlüsse der zweiten Instanzen als Berufungs- oder als Rekursgerichte. In Kartellsachen, die gleichfalls zu den Zivilsachen zählen, entscheidet der OGH als Kartellobergericht über Rekurse gegen Beschlüsse des Oberlandesgerichts Wien als Kartellgericht.
Der Zugang zum OGH in Zivilsachen ist in einigen Angelegenheiten – einerseits nach betroffenen Materien, andererseits infolge des einen bestimmten Geldwert nicht übersteigenden Entscheidungsgegenstands zweiter Instanz – gänzlich ausgeschlossen. Sonst kann der OGH gewöhnlich nur angerufen werden, wenn die zweite Instanz ein solches Rechtsmittel zuließ, weil die Entscheidung von der Lösung einer erheblichen Rechtsfrage abhängt. Sprach die zweite Instanz aus, dass die Anrufung des OGH nicht zulässig sei, so ist deren Entscheidung – in bestimmten Materien jedenfalls, in anderen Materien dann, wenn der Entscheidungsgegenstand einen bestimmten Geldwert überstieg – mit einem außerordentlichen Rechtsmittel (mit außerordentlicher Revision oder außerordentlichem Revisionsrekurs) anfechtbar. Nur bestimmte in zweiter Instanz ergangene Beschlüsse können jedenfalls bekämpft werden. In solchen Fällen ist ein Ausspruch über die Zulässigkeit oder die Nichtzulässigkeit eines Rechtsmittels an den OGH entbehrlich. Als zweite Instanz entscheidet – je nach dem in den Verfahrensgesetzen vorgesehenen Instanzenzug – immer ein Oberlandesgericht oder ein Landesgericht.
In Strafsachen erkennt der OGH über Nichtigkeitsbeschwerden und Berufungen.

## Richter
Die aktuelle Senatszusammensetzung sowie die am OGH tätigen Richter ist in der Geschäftsverteilung des OGH ersichtlich.

## Präsidenten

### Österreichisch-Ungarische Monarchie
- 1848–1855: Ludwig Graf Taaffe
- 1857–1865: Karl Ritter von Krauss
- 1865–1891: Anton Ritter von Schmerling
- 1891–1899: Karl Ritter von Stremayr
- 1899–1904: Karl Habietinek
- 1904–1907: Emil Steinbach
- 1907–1918: Ignaz von Ruber

### Erste Republik
- 1919–1927: Julius Roller
- 1927–1938: Franz Dinghofer

### Zweite Republik
- 1945–1953: Guido Strobele-Wangendorf
- 1954–1955: Franz Handler
- 1956–1957: Karl Wahle
- 1958–1965: Ludwig Viktor Heller
- 1966–1968: Hans Kapfer
- 1969–1971: Norbert Elsigan
- 1972–1979: Franz Pallin
- 1980: Wolfgang Lassmann
- 1981–1982: Rudolf Hartmann
- 1983–1986: Leopold Wurzinger
- 1987–1993: Walter Melnizky
- 1994–1998: Herbert Steininger
- 1999–2002: Erwin Felzmann
- 2003–2006: Johann Rzeszut
- 2007–2011: Irmgard Griss
- 2012–2018: Eckart Ratz
- 2018–2023: Elisabeth Lovrek
- seit 2024: Georg Kodek[9]